# Rambling Rose
Rambling Rose (bra: As Noites de Rose; prt: Rosa, uma Mulher de Fogo) é um filme norte-americano de 1991, do gênero drama, dirigido por Martha Coolidge  e estrelado por Laura Dern e Robert Duvall.
O roteiro de Calder Willingham é baseado em seu romance homônimo, publicado em 1972. Autobiográfico, o livro é sobre a infância do autor em sua Geórgia natal. Seus parentes são retratados na obra, porém a personagem-título, Rose, é fictício.
Laura Dern e Diane Ladd, filha e mãe na vida real, foram indicadas ao Oscar de Melhor Atriz e Melhor Atriz Coadjuvante, respectivamente, tornando-as a primeira dupla mãe-filha a ser indicada ao Oscar pelo mesmo filme ou no mesmo ano. O filme ganhou o Independent Spirit Award de Melhor Filme, e Martha Coolidge ganhou o Independent Spirit Award de Melhor Diretor.

## Sinopse
Década de 1930. À beira da prostituição, a sensual Rose é aceita como empregada doméstica no lar dos Hillyer. Cheia de vida, Rose sabe que desperta a paixão dos homens, o que lhe causa problemas, mas seu coração, no fundo, continua puro. Paralelamente, ela torna-se amiga do pré-adolescente Buddy, que está no início de suas descobertas sexuais.

## Principais premiações
| Patrocinador                                            | Prêmio                   | Categoria | Situação                            |
| ------------------------------------------------------- | ------------------------ | --- | ----------------------------------- |
| Academia de Artes e Ciências Cinematográficas           | Oscar                    | Melhor Atriz (Laura Dern) Melhor Atriz Coadjuvante (Diane Ladd)                                                 | Indicado                            |
| Associação de Correspondentes Estrangeiros de Hollywood | Golden Globe             | Melhor Atriz em Filme Dramático (Laura Dern) Melhor Atriz Coadjuvante - Cinema (Diane Ladd)                     | Indicado                            |
| Film Independent                                        | Independent Spirit Award | Melhor Filme Melhor Diretor Melhor Ator (Robert Duvall) Melhor Atriz Coadjuvante (Diane Ladd) Melhor Fotografia | Vencedor Indicado Vencedor Indicado |
| Festival de Cinema de Montreal                          | Grand Prix des Amériques | Melhor Atriz (Laura Dern)                                                                                       | Vencedor                            |
| National Board of Review                                | NBR Award                | Dez Melhores Filmes de 1991                                                                                     | Escolhido                           |

## Elenco
| Ator/Atriz           | Personagem       |
| -------------------- | ---------------- |
| Laura Dern           | Rose             |
| Robert Duvall        | Papai Hillyer    |
| Diane Ladd           | Mamãe Hillyer    |
| Lukas Haas           | Buddy            |
| John Heard           | Buddy (adulto)   |
| Kevin Conway         | Doutor Martinson |
| Robert John Burke    | Dave Wilkie      |
| Lisa Jakub           | Doll             |
| Evan Lockwood        | Waski            |
| Matthew Sutherland   | Billy            |
| D. Anthony Pender    | Foster           |
| David E. Scarborough | Horton           |
| Robin Dale Robertson | Vendedor jovem   |